# Koto Dian (Hamparan Rawang)
Koto Dian is een bestuurslaag in het regentschap Sungai Penuh van de provincie Jambi, Indonesië. Koto Dian telt 1543 inwoners (volkstelling 2010).